# Köpenick
Köpenick (tidigare: Cöpenick) är en stadsdel i Berlin som sedan 2001 tillhör stadsdelsområdet Treptow-Köpenick. Stadsdelen var från medeltiden fram till början av 1900-talet en självständig stad och är en av de äldsta orterna i Berlinregionen. Sedan 1920 är Köpenick del av Berlin.

## Geografi
Stadsdelen ligger där floden Dahme mynnar i floden Spree ungefär 13 kilometer sydost om Berlins centrum. Den kännetecknas av stora skogsområden och innefattar Berlins största sjö (Müggelsee) och Berlins högsta naturliga berg (Müggelberge).

## Historia

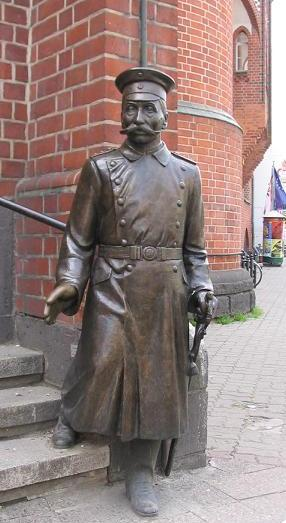
Staty av Wilhelm Voigt, Der Hauptmann von Köpenick, vid rådhuset

Redan under 800-talet uppförde sprevanerna en borg på ön där idag Köpenicks slott ligger. Under mitten av 1100-talet var Köpenick centrum för den slaviske fursten Jaxa av Köpenicks rike, och Köpenick fick därigenom stor betydelse som lokalt politiskt, kulturellt och ekonomiskt centrum. Orten blev på 1160-talet del av hertigdömet Pommern och intogs i slutet av 1180-talet av markgreve Konrad II av Lausitz. Under markgreve Henrik III av Meissen fick Köpenick 1232 stadsrättigheter. Efter att staden intagits under Teltowkriget 1239–1245 tvingades Henrik III överlämna Köpenick och Mittenwalde till markgreve Johan I av Brandenburg, och från denna tid lydde Köpenick under markgrevskapet Brandenburg. Genom maktkampen mellan huset Askanien och huset Wettin i området kom också de brandenburgska dubbelstäderna Berlin och Cölln väster om Köpenick att överta Köpenicks betydelse som ledande regionalt makt- och handelscentrum under 1200-talet.
Kurfurste Joakim II av Brandenburg ersatte borgen 1558 med ett jaktslott. Under kurprins Fredrik av Brandenburg som senare blev kung Fredrik I av Preussen uppfördes 1688 det nuvarande slottet.
I början av 1900-talet hade Köpenick ungefär 25 000 invånare och hade anslutning till järnvägsnätet. 1906 blev staden världskänd genom den så kallade Köpenickiaden. Skomakaren Wilhelm Voigt klädde ut sig till en kapten i preussisk uniform och övertalade en grupp av soldater att följa honom till rådhuset. Där förmådde han genom sitt myndiga uppträdande stadskassören att utlämna kassan. Voigt blev snart gripen och straffad men hans äventyr väckte stor munterhet i många tidningar och har blivit en legend i Berlin.
Den 1 oktober 1920 blev Köpenick en stadsdel i Berlin, genom skapandet av Stor-Berlin.
Efter andra världskriget och den Röda arméns inmarsch blev stadsdelen en del av Östberlin och tillhörde från 1949 till Tysklands återförening 1990 DDR.

## Kultur och sevärdheter
Köpenicks gamla stadskärna är belägen vid vattnet där floden Dahme flyter samman med Spree. Det gamla gatunätet är fortfarande delvis bevarat. Sydost om stadskärnan ligger de gamla fiskarkvarteren, Kietz, med bebyggelse från 1700- och 1800-talen.

### Museer
- Köpenicks slott, idag museum

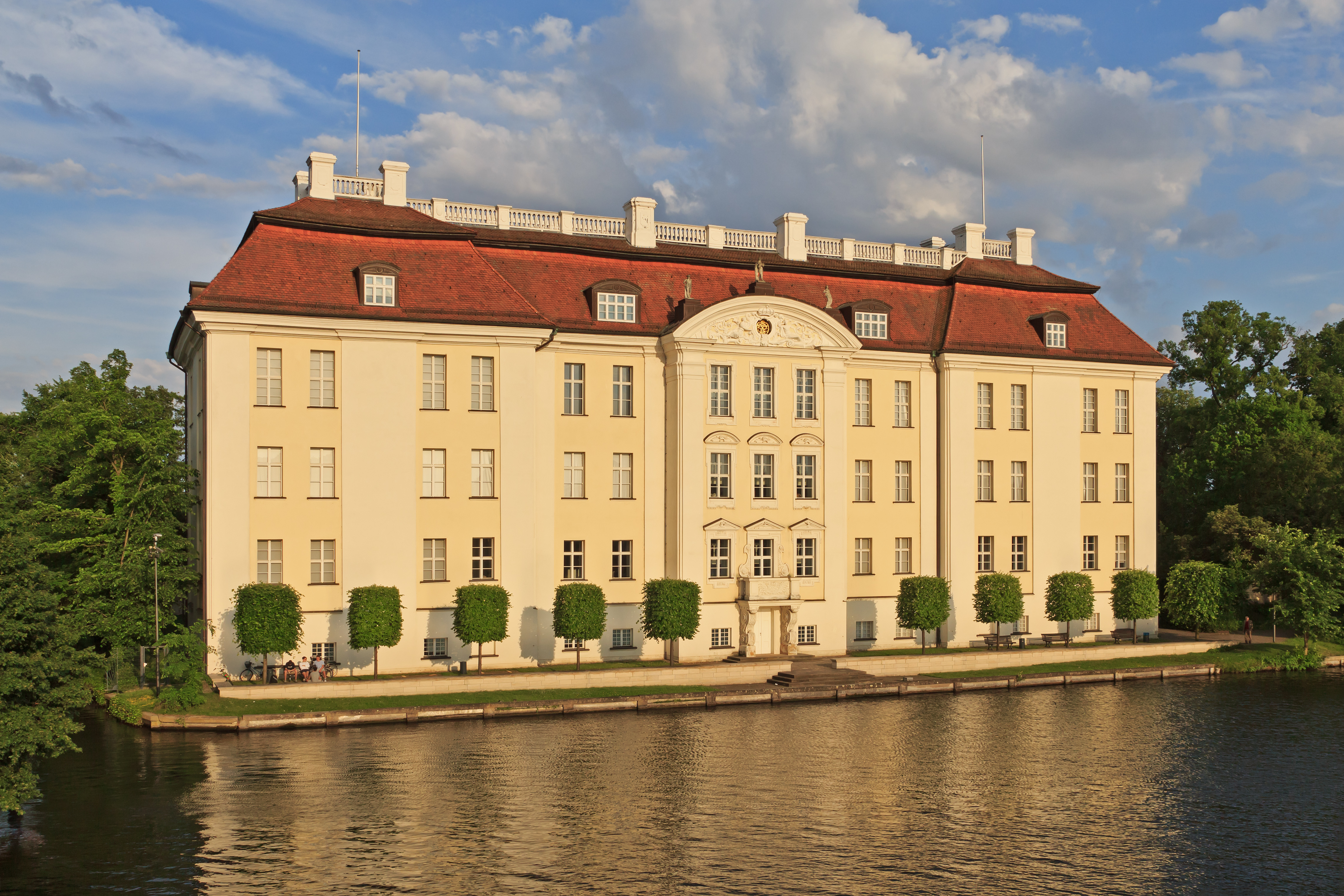
Köpenicks slott

- Rådhuset med en utställning om Köpenickiaden.

### Idrott
I norra Köpenick ligger hemmaarenan för fotbollsklubben 1. FC Union Berlin, Stadion an der alten Försterei. Köpenick är genom sitt läge vid vattnet också ett populärt centrum för vattensport och vattenturism i Berlin.

## Kända Köpenickbor
- Tim Bendzko (född 1985), tysk singer-songwriter.
- Achim Hill (född 1935), roddare.
- Bruno Lüdke (1908-1944), droskförare, dömd som seriemördare under Nazityskland.
- Theophil von Podbielski (1814-1879), preussisk kavallerigeneral.
- Jörn Schlönvoigt (född 1986), skådespelare och musiker.
- Jochen Schümann (född 1954), tävlingsseglare.